# Erickson Bluffs
Die Erickson Bluffs sind eine Reihe markanter Felsenkliffs im westantarktischen Marie-Byrd-Land. Sie reichen vom Gilbert Bluff bis zum Mount Sinha und bilden das küstennahe Südwestende der McDonald Heights.
Erste Luftaufnahmen der Formation entstanden im Zuge der United States Antarctic Service Expedition (1939–1941). Der United States Geological Survey kartierte sie anhand eigener Vermessungen und Luftaufnahmen der United States Navy zwischen 1959 und 1965. Das Advisory Committee on Antarctic Names benannte das Kliff nach dem US-amerikanischen Biologen Albert W. Erickson (1929–2013), der an Bord der USCGC Southwind in den Jahren 1971 und 1972 die Mannschaft zur Durchführung der Bestandsaufnahmen von Robben, Walen und Vögeln im Gebiet der Bellingshausen- und der Amundsen-See leitete.